# Gerichtsstand
Der rechtliche Ausdruck Gerichtsstand ist ein mehrdeutiges Wort des Verfahrensrechts.
In einem engeren und zugleich üblichen Sinn bedeutet der Ausdruck „die örtliche[.] Zuständigkeit eines Gerichts des ersten Rechtszugs“ und ist damit etwa von der Rechtswegzuständigkeit und von der sachlichen Zuständigkeit zu unterscheiden, d. h. die Frage, welches der an einem Ort vorhandenen Gerichte (z. B. Amtsgericht oder Landgericht) zuständig ist.
In einem weiten Sinn ist „Gerichtsstand .. an sich die Verpflichtung, sein Recht vor einem bestimmten Gericht zu nehmen“ und schließt neben der örtlichen, sachlichen auch alle anderen Arten der Zuständigkeit ein.

## Deutsches Zivilverfahrensrecht

### Allgemeiner Gerichtsstand
Allgemeiner Gerichtsstand einer Person ist derjenige, der für alle Klagen gegen diese Person gilt, soweit nicht im Einzelfall ein besonderer oder ausschließlicher Gerichtsstand bestimmt ist. Er wird bei einer natürlichen Person in aller Regel durch den Wohnsitz oder den Aufenthaltsort bestimmt sowie bei einer juristischen Person oder Behörde durch deren Sitz (§§ 12 bis 19a ZPO).
Allgemeine Gerichtsstände für verschiedene Personen sind wie folgt geregelt:
- Wohnsitz (allgemeiner Aufenthaltsort einer Partei) gemäß § 13 ZPO,
- Exterritoriale Deutsche gemäß § 15 ZPO,
- wohnsitzlose Personen gemäß § 16 ZPO,
- juristische Personen gemäß § 17 ZPO (wonach der Sitz der Verwaltung maßgeblich ist),
- Fiskus gemäß § 18 ZPO.
- Insolvenzverwalter gemäß § 19a

### Besonderer Gerichtsstand
Besondere Gerichtsstände sind für einzelne bestimmte Klagen im Gesetz ausdrücklich vorgesehene Gerichtsstände, bei Unterhaltsklagen z. B. der Wohnsitz des Klägers (§§ 20 bis 34 ZPO).
Für den Kläger besteht hier die Möglichkeit, zwischen dem allgemeinen und dem besonderen Gerichtsstand zu wählen.
Besondere Gerichtsstände sind:
- Arbeitsort gemäß § 48 Abs. 1a ArbGG,
- Aufenthaltsort gemäß § 20 ZPO,
- Niederlassung gemäß § 21 ZPO,
- Mitgliedschaft gemäß § 22 ZPO,
- Vermögen und Gegenstand gemäß § 23 ZPO,
- Erbschaft gemäß § 27 ZPO,
- Erfüllungsort gemäß § 29 ZPO,
- Bei Haustürgeschäften gemäß § 29c, soweit sich die Klage nicht gegen den Verbraucher richtet (in diesem Fall greift der Ausschließliche Gerichtsstand am Wohnsitz des Verbrauchers).
- bei Beförderungen gemäß § 30 ZPO,[4]
- bei Vermögensverwaltung gemäß § 31,
- unerlaubte Handlung gemäß § 32 ZPO bzw. § 20 StVG,
- bei Widerklagen gemäß § 33,
- Kostenklagen gemäß § 34 ZPO.

### Ausschließlicher Gerichtsstand
Diese besonderen Gerichtsstände sind teilweise als ausschließlicher Gerichtsstand, teilweise als nicht ausschließlicher Gerichtsstand bestimmt. Ein ausschließlicher Gerichtsstand ist zwingend (was insofern eine Abweichung von der sonst im Zivilprozess vorherrschenden Dispositionsmaxime darstellt), zwischen mehreren nicht ausschließlichen kann der Kläger wählen (§ 35 ZPO). Wenn kein ausschließlicher Gerichtsstand vorgegeben ist, können die Parteien eines künftigen Rechtsstreits einen Gerichtsstand vereinbaren (§ 38 ZPO).
Ausschließliche Gerichtsstände sind:
- dinglicher gemäß § 24 ZPO (forum rei sitae),
- Mietsachen gemäß § 29a ZPO,
- bei Bergung gemäß § 30a ZPO,
- Umweltsachen gemäß § 32a ZPO,
- Kapitalmarktsachen gemäß § 32b ZPO,
- Ehesachen gemäß § 122 FamFG,
- Mahnverfahren gemäß § 689 ZPO,
- Gerichtsstände in der Zwangsvollstreckung gemäß § 802 ZPO,
- Klagen gegen einen Verbraucher bei Haustürgeschäften § 29c I 2 ZPO,
- Klagen bei Geschäftsgeheimnisstreitsachen gemäß § 15 II GeschGehG.

### Vereinbarung über die Zuständigkeit der Gerichte (Gerichtsstandsvereinbarung)
Ein an sich unzuständiges Gericht der ersten Instanz wird nach § 38 Abs. 1 ZPO durch ausdrückliche oder stillschweigende Vereinbarung (Prorogation) zuständig. Mit der Vereinbarung wird zugleich das gesetzlich zuständige Gericht abgewählt (Derogation).
Voraussetzung ist, dass die Vertragsparteien:
- Kaufleute,
- juristische Personen des öffentlichen Rechts oder
- öffentlich-rechtliche Sondervermögen sind.

Darüber hinaus kann eine Gerichtsstandsvereinbarung für die erste Instanz unter gewissen Einschränkungen getroffen werden, wenn eine der Vertragsparteien keinen allgemeinen Gerichtsstand im Inland hat.
Sonderregelungen bestehen für eine Vereinbarung nach dem Entstehen der Streitigkeit oder für den Fall einer Verlegung bzw. eines unbekannten Aufenthaltsortes einer Partei.
Ein Sonderfall ist auch die Zuständigkeit kraft rügeloser Einlassung, die sich allein aus dem Verhalten des Beklagten ergibt (§ 39 ZPO).

### „Fliegender Gerichtsstand“
Nach Urteilen der Obergerichte wird in Anschluss an die Rechtsprechung schon des 19. Jahrhunderts zu den Pressedelikten durch eine unerlaubte Handlung ein sogenannter „fliegender Gerichtsstand“ nach § 32 ZPO an den Orten begründet, an denen ein Druckwerk zur Kenntnis gelangt (so dass der Kläger sich den Gerichtsort faktisch aussuchen kann).
Der fliegende Gerichtsstand für (strafrechtliche) Pressedelikte selber wurde aber schon mit Gesetz vom 13. Juni 1902 durch § 7 Abs. 2 StPO nach Forderungen einer breiten Phalanx von Rechtsgelehrten, darunter einem Gutachten von Franz von Liszt für den 25. Deutschen Juristentag 1900, abgeschafft.
Der fliegende Gerichtsstand bewirkt bisher, dass Klagen gegen Medien wegen der zu erwartenden betroffenenfreundlicheren Rechtsprechung besonders gerne bei den Pressekammern in Hamburg oder Berlin eingebracht werden. Dies auch dann, wenn beispielsweise ein Münchner ein Münchner Medienunternehmen verklagt. Es gab auch ein Verfahren, bei dem das Dresdner Landgericht der lokalen Dresdner Morgenpost die Printveröffentlichung nicht untersagte, das Hamburger Landgericht aber denselben Artikel im Internet verbot, da er auch in Hamburg zu lesen war. Auch Klagen wegen der Namensnennungen von ehemaligen Stasi-Mitarbeitern werden gerne an diese Gerichtsorte verlegt. Es ist auch möglich, wegen ein und derselben Veröffentlichung bei mehreren Gerichten gleichzeitig Unterlassungsklagen einzubringen, in der Hoffnung, dass wenigstens ein Gericht im Sinne des Antrags entscheiden werde.
Eine Übertragung dieser Rechtsprechung auf Internet-Veröffentlichungen war vom OLG Bremen abgelehnt worden: Der Kläger könne sich den Gerichtsort nicht beliebig aussuchen. Die Entscheidung des OLG Bremen hat sich bislang nicht durchgesetzt; nach wie vor entscheiden die Landgerichte, so in Hamburg (ZK24), Berlin (ZK27), Nürnberg (ZK11) und Köln (ZK28), gemäß § 32 ZPO und sehen sich für Internet-Veröffentlichungen als zuständig an, auch bei Veröffentlichungen im Ausland, wobei der Bundesgerichtshof hier allerdings einen besonderen „Inlandsbezug“ verlangt.
Bezüglich vermeintlicher oder tatsächlicher Urheberrechtsverletzungen entschied das Amtsgericht Hamburg gegen die Geltendmachung eines fliegenden Gerichtsstandes am Amtsgericht Hamburg und gab das Verfahren an das Amtsgericht Berlin-Charlottenburg ab.
Im Oktober 2013 wurde durch Einführung des § 104a Urheberrechtsgesetz für Filesharing durch Privatpersonen deren Wohnsitz als „stehender“ Gerichtsstand festgelegt.
siehe auch: Forum Shopping

## Deutsches Strafprozessrecht
Im Strafrecht kann sich der Gerichtsstand aus mehrerlei ergeben:
- Tatort: „Der Gerichtsstand ist bei dem Gericht begründet, in dessen Bezirk die Straftat begangen wurde.“, § 7 Abs. 1 StPO
- Erscheinungsort (bei Druckschriften, Pressedelikten), § 7 Abs. 2 StPO
- Wohnort oder Aufenthaltsort des Angeschuldigten, § 8 StPO
- Ergreifungsort, § 9 StPO
- Heimathafen/-flughafen bei deutschen Schiffen und Luftfahrzeugen, § 10 StPO

Gesetzlich besonders festgelegte Gerichtsstände existieren für Straftaten außerhalb der Hoheitsgewässer, die nicht auf deutschen Schiffen begangen wurden (Hamburg, § 10a StPO), und für Auslandstaten von Soldaten in besonderer Auslandsverwendung (Kempten, § 11a StPO).

## Deutsches Verwaltungsprozessrecht
Die örtliche Zuständigkeit im Verwaltungsprozessrecht ist in § 52 VwGO geregelt. Vorbehaltlich der Geltung von Sonderregelungen gilt § 52 VwGO für das gesamte Verwaltungsprozessrecht. Anders als die örtliche Zuständigkeit im Zivilprozessrecht ist die örtliche Zuständigkeit im Verwaltungsprozessrecht für die Parteien in keinem Fall disponibel.

## Schweizerisches Recht

### Zivilverfahren
Art. 30 Abs. 2 der Bundesverfassung bestimmt, dass Zivilklagen grundsätzlich am Wohnort des Beklagten verhandelt werden müssen.
Aus der Zivilprozessordnung (Art. 9 bis 49 ZPO) ergeben sich weitere Vorschriften über den Gerichtsstand bei Zivilverfahren. Es gelten folgende Gerichtsstände:
- bei Klagen gegen natürliche Personen: der Wohnsitz der Beklagten, oder am gewöhnlichen Aufenthaltsort der beklagten Person,
- bei Klagen gegen juristische Personen sowie öffentlich-rechtliche Institutionen: deren Sitz,
- bei Klagen gegen den Bund: Obergericht des Kantons Bern, oder beim Obergericht jenes Kantons, wo die klagende Person ihren (Wohn-)Sitz hat,
- bei Klagen gegen den Kanton: ein Gericht am Kantonshauptort.

Bestimmt das Gesetz keinen zwingenden Gerichtsstand, so können die Streitparteien bestehende oder künftige Streitigkeiten von einem Gerichtsstand ihrer Wahl klären lassen. Diese Vereinbarung muss schriftlich vorliegen.
Wenn die beklagte Partei nicht widerspricht, wird das Verfahren am angerufenen Gericht durchgeführt, auch wenn es sonst nicht zuständig wäre.
Hat die eine Partei ihren Sitz in der Schweiz und die andere Partei ihren Sitz in einem Mitgliedstaat der Europäischen Union, so bestimmt sich der Gerichtsstand in Zivil- und Handelssachen gemäß dem Lugano-Übereinkommen.

### Strafverfahren
Nach der Strafprozessordnung ist jener Gerichtsstand zuständig, an welchem die Tat verübt wurde (Tatortprinzip). § 31 bis 42 StPO regeln den Gerichtsstand im Strafverfahren.
- Wenn nur der Ort, wo der Erfolg der Tat eingetreten ist, in der Schweiz liegt, so gilt dieser Ort als Gerichtsstand.
- Wenn dieselbe Straftat an mehreren Orten verübt worden ist, oder wenn der Erfolg der Straftat an verschiedenen Orten eingetreten ist, sind die Behörden des Ortes zuständig, die zuerst Verfolgungshandlungen vorgenommen hatten.
- Ist eine Straftat im Ausland begangen worden, oder wenn der Tatort nicht ermittelt werden kann, gilt der Wohnort oder der Aufenthaltsort des Beschuldigten als Gerichtsstand.

Bei Straftaten, die durch Veröffentlichungen begangen wurden, gilt gemäß § 35 StPO als Gerichtsstand:
- der Sitz des Medienunternehmens,
- falls der Autor bekannt ist, jedoch am Wohnsitz bzw. Aufenthaltsort des Autors, beziehungsweise am Ort, wo zuerst Verfolgungshandlungen durchgeführt wurden. Bei Antragsdelikten kann das Opfer zwischen den beiden Gerichtsständen wählen,
- wenn nach den obigen Vorschriften kein Gerichtsstand zuständig ist, so gilt der Ort, wo das Medienerzeugnis verbreitet worden ist, als Gerichtsstand. Wenn das Medienerzeugnis an mehreren Orten verbreitet wurde, so gilt der Ort als Gerichtsstand, wo zuerst Verfolgungshandlungen vorgenommen worden sind.